# 쿠쿠홈시스
쿠쿠홈시스는 대한민국의 제조회사이다. 2012년 11월 30일에 쿠쿠전자에 통합되었다가 5년만인 2017년 12월 1일에 독립된 렌탈 기업으로 분사하였다.

## 연혁
- 2017년 12월 1일: 쿠쿠홀딩스에서 분사하여 쿠쿠홈시스 출범